# Markus Böttcher
Markus Böttcher (* 6. Juli 1964 in Hennef) ist ein deutscher ehemaliger Schauspieler.

## Leben
Markus Böttcher studierte von 1983 bis 1987 Schauspiel und Regie an der Universität Mozarteum in Salzburg. Während seiner Studienzeit absolvierte er Hospitanzen bei den Salzburger Festspielen, bei der Schaubühne am Lehniner Platz in Berlin, und beim Théâtre National Populaire, Paris. Von 1987 bis 1988 war er beim Schillertheater Berlin als Schauspieler und Regieassistent engagiert. Als Schauspieler vor der Kamera wirkte Böttcher in mehreren Film-und-Fernsehproduktionen mit.
Bekannt wurde Böttcher durch die Krimireihe Der Alte, in der er den Chef der Spurensicherung Werner Riedmann spielte. Er wirkte von September 1986 (Folge 106) bis Mai 2015 (Folge 394) in 280 Folgen der Serie mit, bevor die Produktionsfirma Böttcher und Pierre Sanoussi-Bliss im Sommer 2014 mitteilte, dass zukünftig nicht mehr mit ihnen geplant wird. Dagegen klagte Böttcher Ende 2014 vor dem Arbeitsgericht München. Er unterlag in allen drei Instanzen. Die Klage gegen die Produktionsfirma wurde im August 2017 in letzter Instanz vom Bundesarbeitsgericht abgewiesen.
Böttcher gründete mit seinem Schauspielkollegen Charles M. Huber, der zusammen mit Böttcher von 1986 bis 1997 bei Der Alte mitwirkte, den Entwicklungshilfeverein Afrika Direkt e. V., der sich schwerpunktmäßig im Senegal engagiert.
Böttcher lebt in Berlin.

## Filmografie
- 1985: Väter und Söhne
- 1986–2015: Der Alte (Fernsehserie, 280 Folgen)
- 1988: Eichbergers besondere Fälle (Fernsehserie, 1 Folge)
- 1988: Schloß Königswald
- 1994: Der Mann ohne Schatten
- 1996: Großstadtrevier (Fernsehserie, 1 Folge)
- 1998: Derrick (Fernsehserie, Folge 281: Das Abschiedsgeschenk)
- 1999: Die Frau im Auto
- 1999: Fremde Freundin
- 2000: Zurück auf Los!
- 2008: Naissance d'un objet
- 2013: Quellen des Lebens
- 2015: Die Mutter des Mörders
- 2015: Die Himmelsleiter